# Zamek w Bredzie
Zamek w Bredzie – wybudowany w XV wieku budynek, który pełnił dawniej funkcję militarną. Od 1826 jego właścicielem jest Królewska Akademia Militarna. Obecnie jest udostępniony dla zwiedzających.

## Galeria

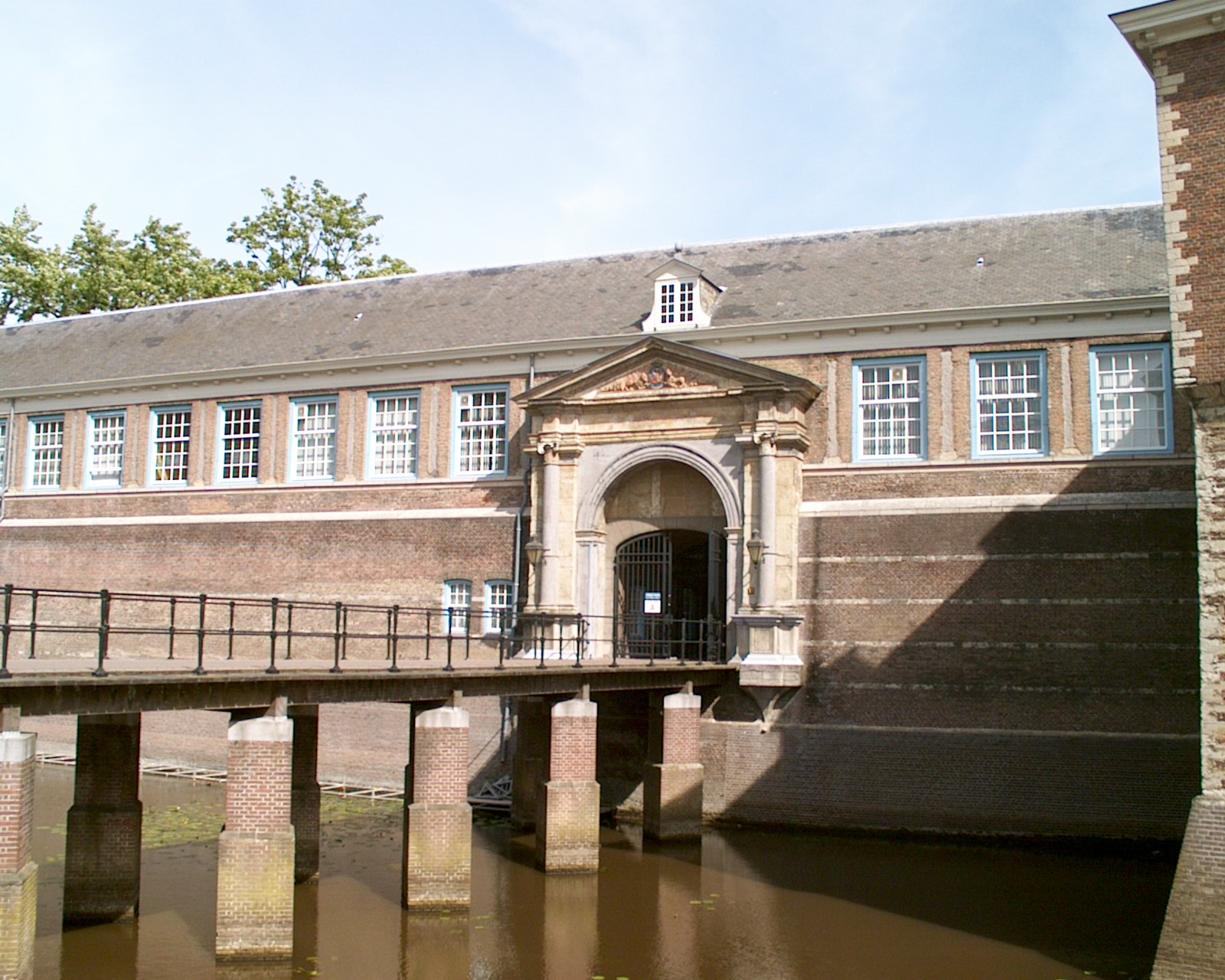
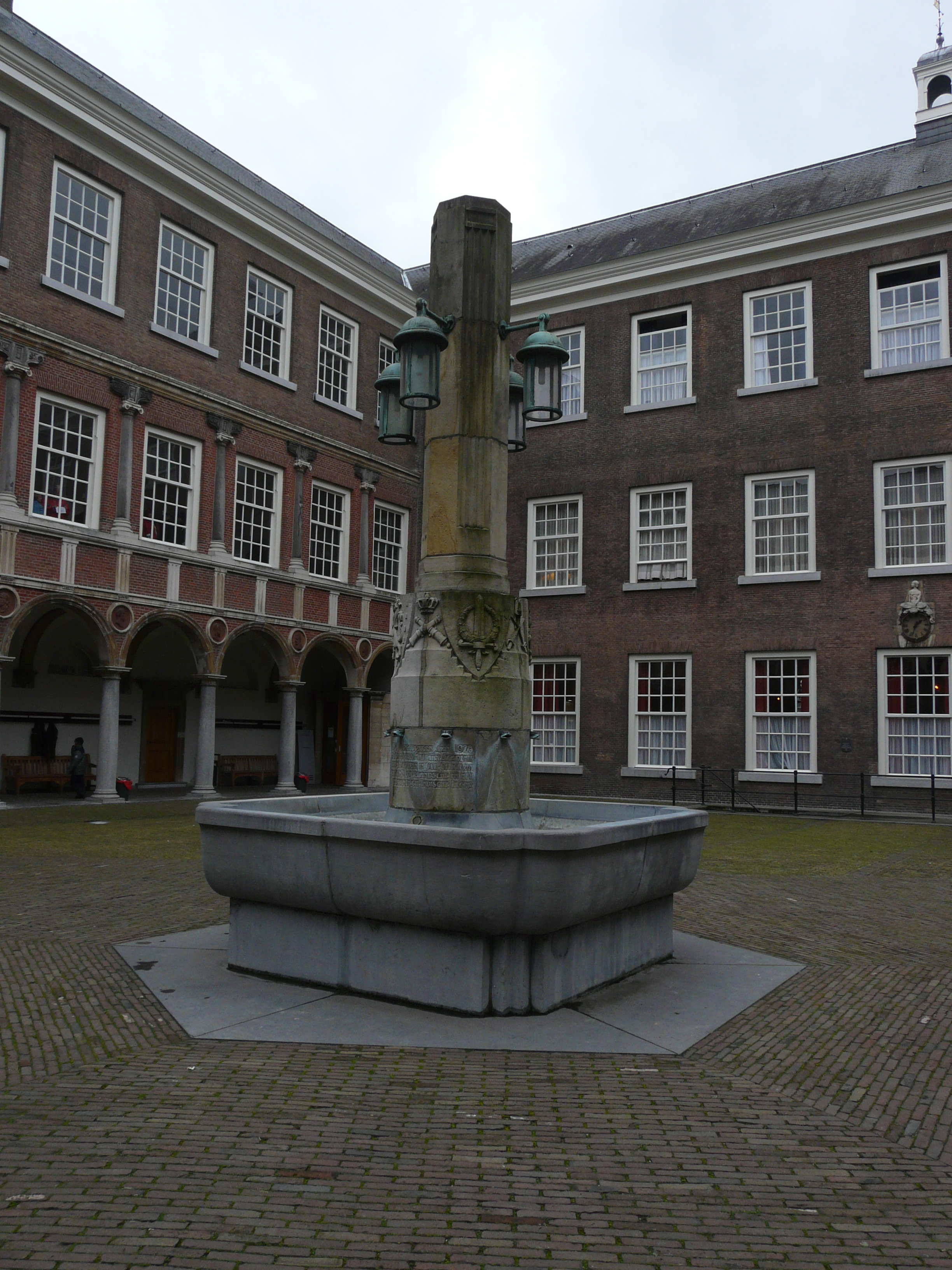
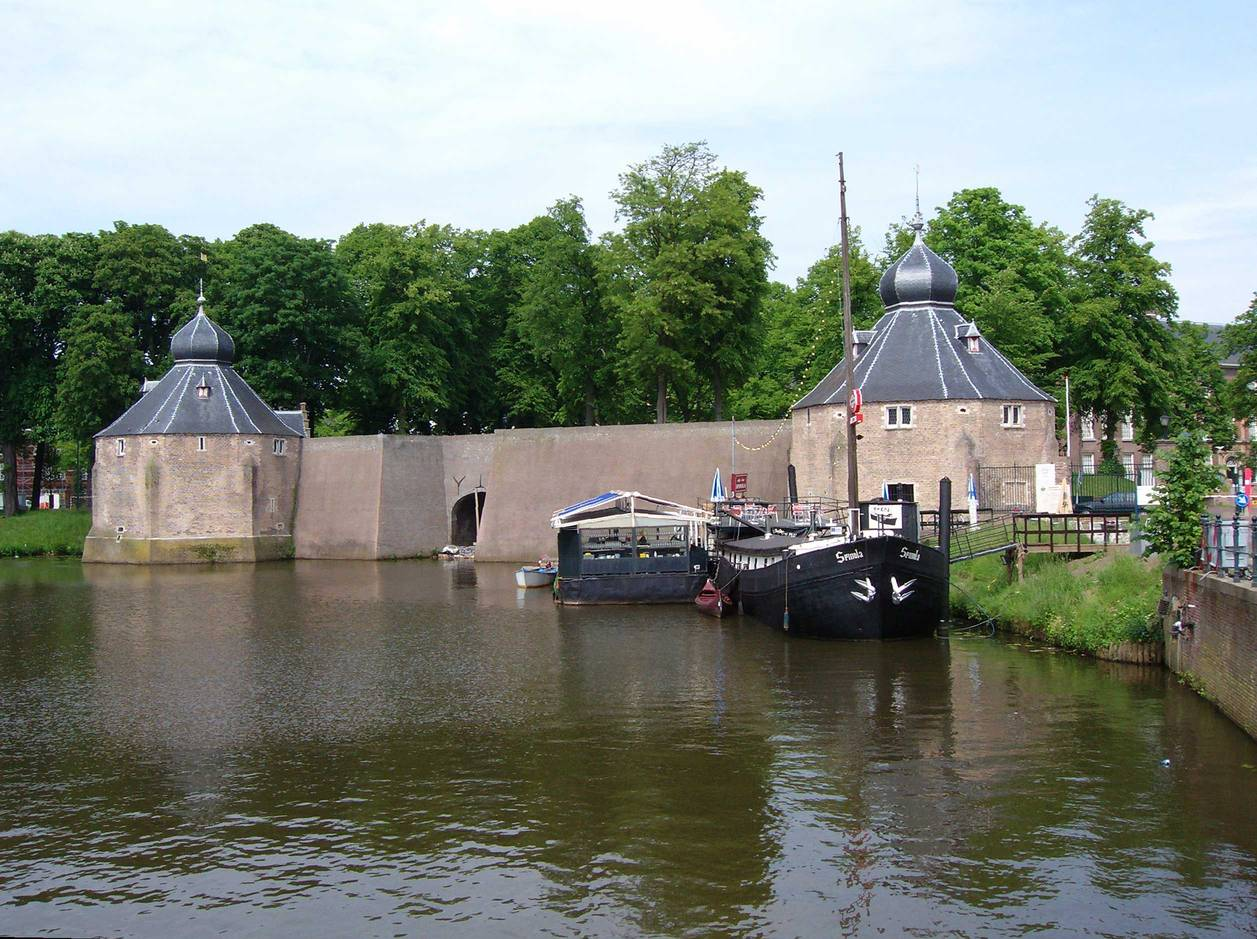
Spanjaardsgat
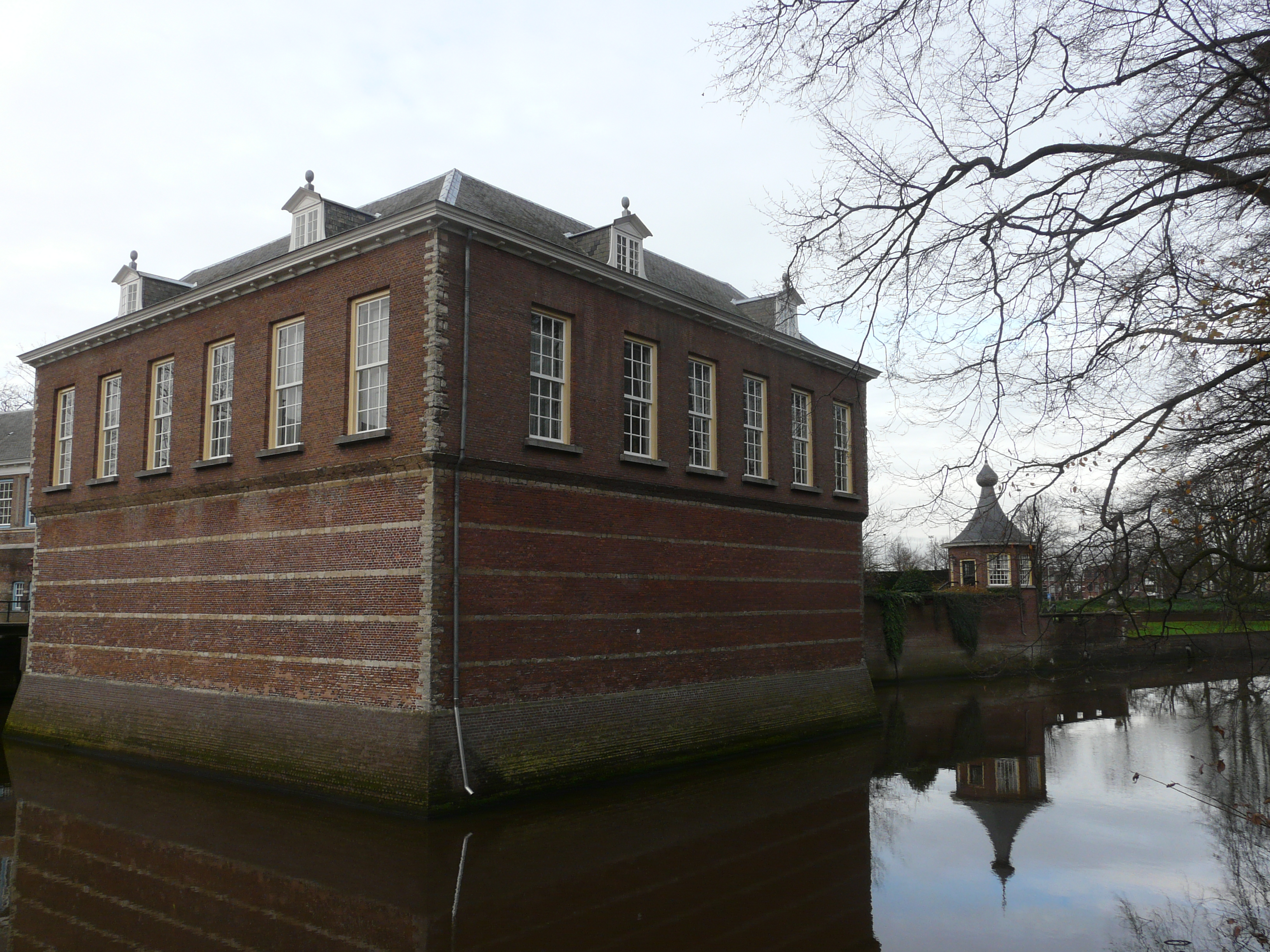
Blokhuis
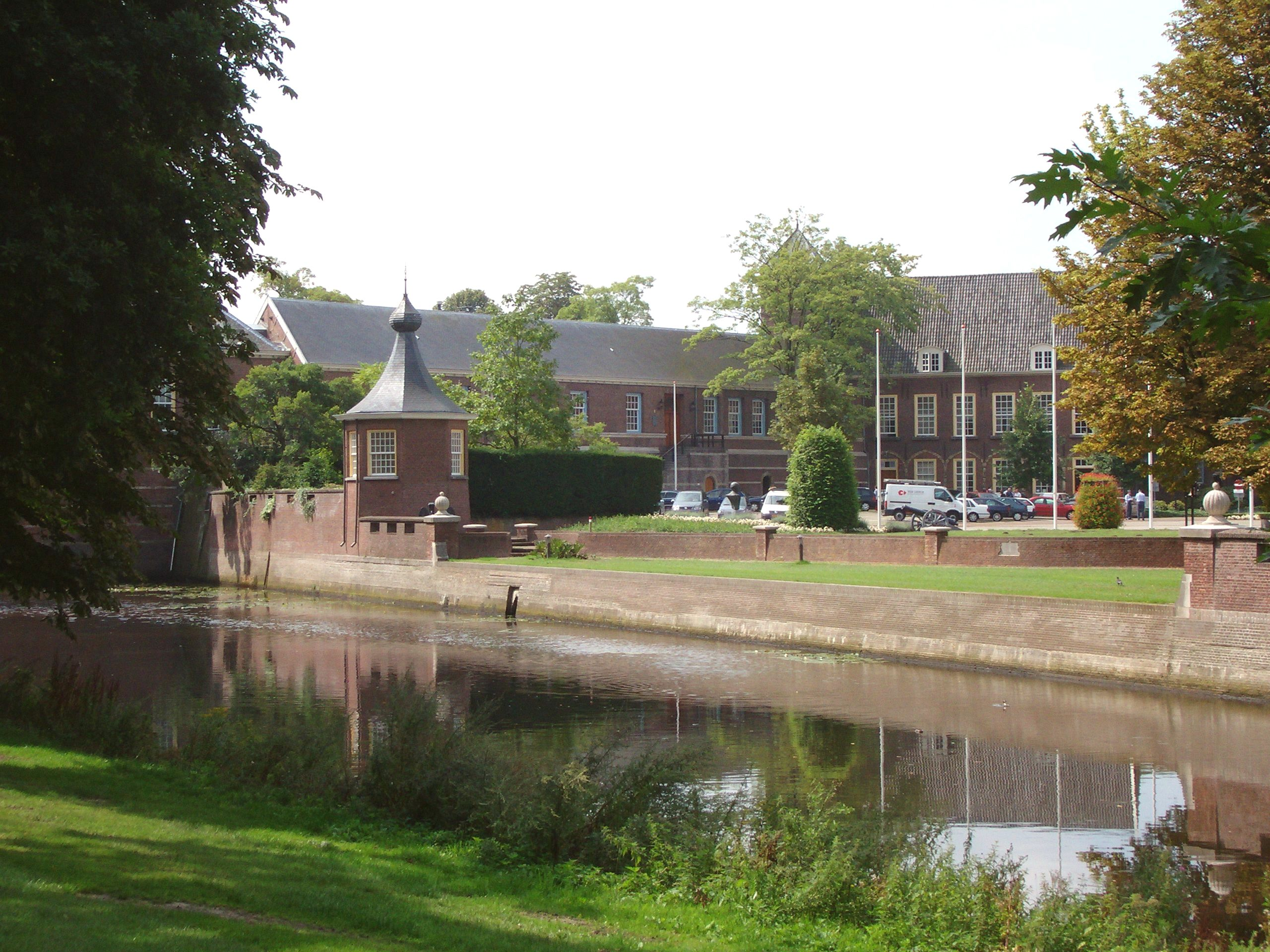
Zamek w Bredzie
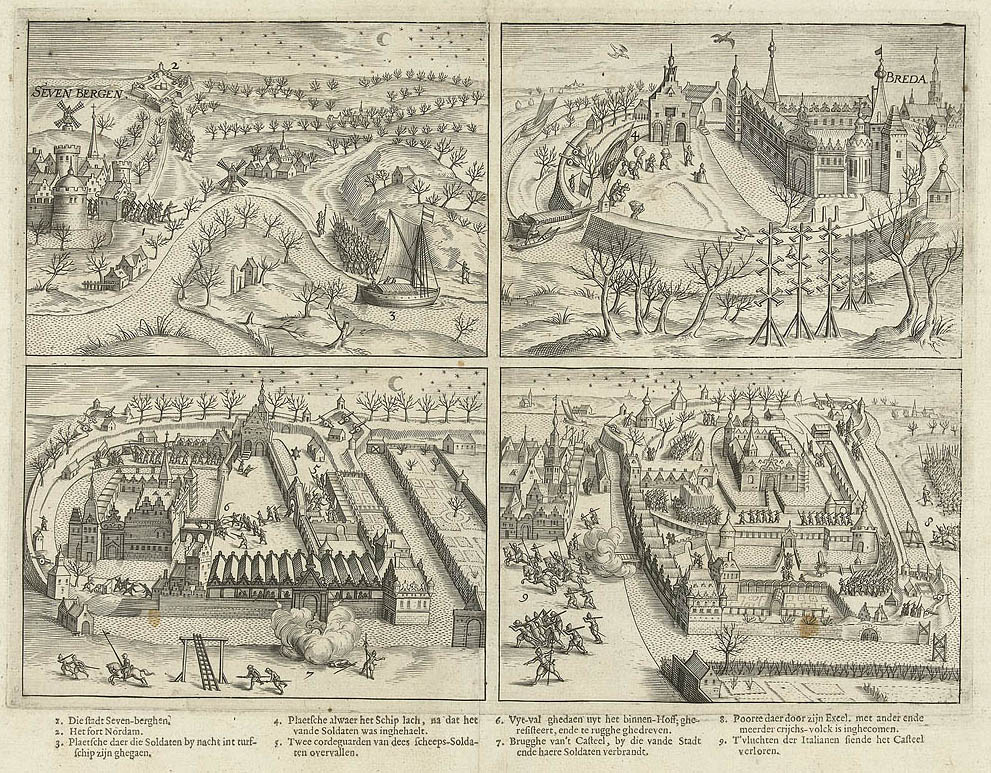
Mapa zamku w 1590
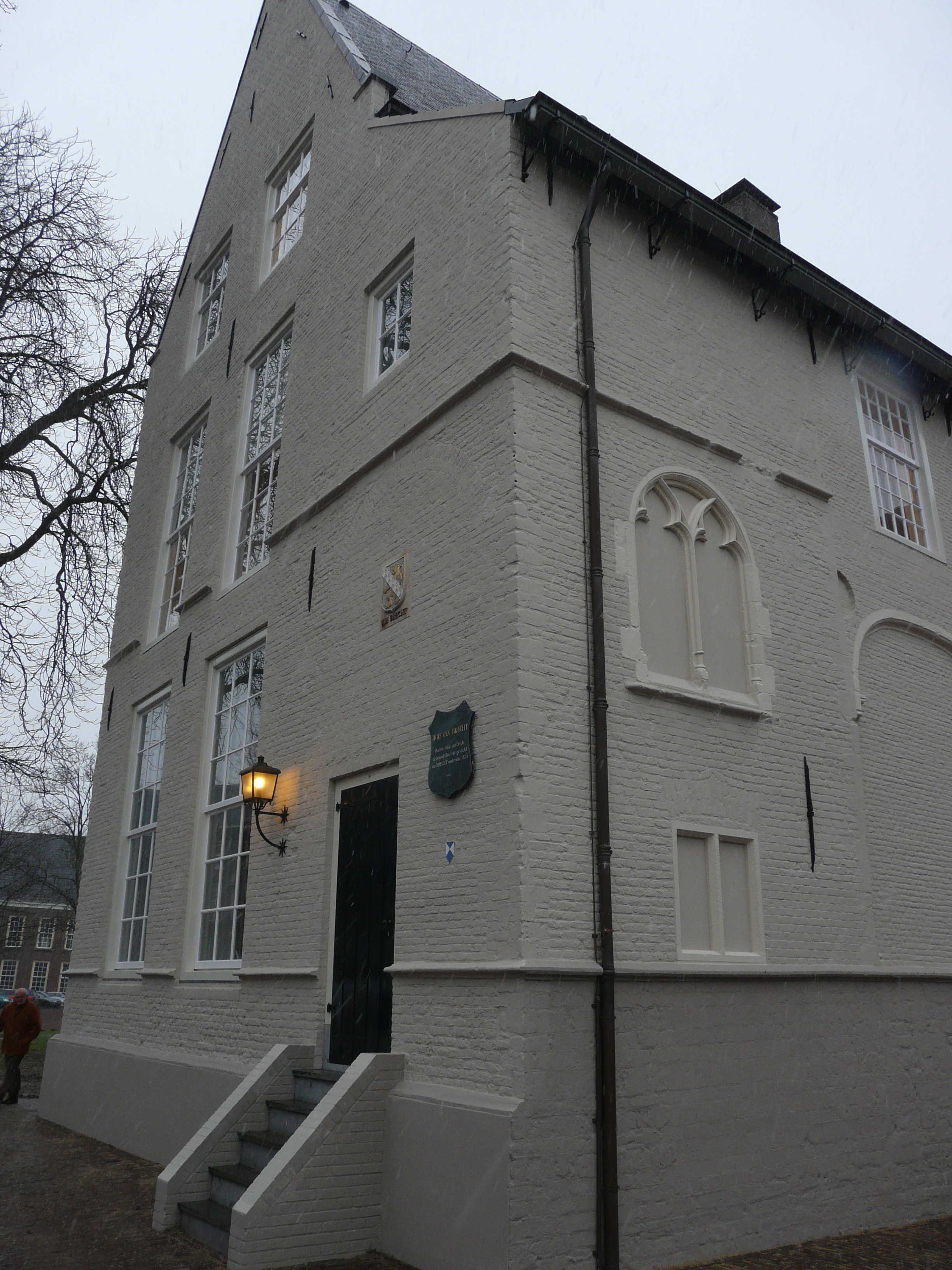